# Apa, Satu Mare
Apa là một xã thuộc hạt Satu Mare, România. Dân số thời điểm năm 2002 là 2913 người.